# دانشگاه پاریس ۱۲ ول دو مرن
دانشگاه پاریس ۱۲ یا ول دو مرن (به فرانسوی: Paris 12 Val de Marne University) یکی از شعب سیزده‌گانه دانشگاه پاریس محسوب می‌شود. این واحد در سال ۱۹۷۰ از دانشگاه پاریس جدا شد. این دانشگاه در منطقه کرتی، ول-دو-مرن پاریس مستقر است. در این دانشگاه عمدتاً رشته‌های علوم انسانی، حقوق، اقتصاد، مدیریت، هنر و تکنولوژی تدریس می‌شود.
این مؤسسه آموزش‌هایی در زمینه علوم اجتماعی، علوم تربیتی، اقتصاد و توسعه، مدیریت و تبادلات، حقوق، هنر و علوم انسانی، و علوم و فناوری ارائه می‌دهد.
این دانشگاه شامل هفده مؤسسه است که در کریتِی (وال-دو-مارن)، سن-سن-دنی، سن-ا-مارن، و در منطقه چهاردهم پاریس قرار دارند.